# Trois filles de leur mère
Trois filles de leur mère est un roman érotique rédigé par Pierre Louÿs vers 1910. Il est publié clandestinement et à titre posthume en 1926 par René Bonnel, lequel éditera en 1928 avec Pascal Pia l’Histoire de l'œil de Georges Bataille et Le Con d'Irène de Louis Aragon. Le roman est réédité, agrémenté d'illustrations originales de Georges Pichard, par L'Hérésiarque en 1979 puis par Jean Antoine Editeur en 1983.
Le roman présente les aventures d'un jeune homme de vingt ans, « X... », à qui une prostituée de trente-six ans, Teresa, et ses trois filles, Charlotte, vingt ans, Mauricette, quatorze ans et demi, et Lili, dix ans, rendent visite à tour de rôle, avant qu'ils ne se livrent tous ensemble à une grande mise en scène de jeux obscènes.

## Source d'inspiration
Le roman est inspiré, selon la légende, par les rapports de l'écrivain avec la femme de José-Maria de Heredia et ses trois filles (dont la plus jeune, Louise, avait été mariée à Louÿs) aux mœurs réputées alors « assez libres ».

## Analyse
Dans son « Avis à la lectrice », Pierre Louÿs fait accroire à la véracité de ses propos : « Ce petit livre n'est pas un roman. C'est une histoire vraie jusqu'aux moindres détails. Je n'ai rien changé, ni le portrait de la mère et des trois jeunes filles, ni leurs âges, ni les circonstances ».
Néanmoins, au-delà de son éventuelle valeur autobiographique, l'ouvrage tire sa puissance, rehaussée par la qualité des dialogues, de sa force de transgression et de profanation de l'univers bourgeois auquel appartenait l'auteur.
Selon André Pieyre de Mandiargues, qui écrivit en 1970 une préface pour la première édition en librairie, chez l'Or du Temps, ce « roman se rattache de plusieurs façons à (...) l'idéal du genre [érotique] » et constitue le « chef-d'œuvre de Pierre Louÿs ». 
Annie Le Brun y voit « un des plus bouleversants livres jamais écrits sur la fatalité des désirs ».
Jean d'Ormesson, après en avoir fait une critique littéraire dans laquelle il écrit qu'il s'agit d'un « chef-d'oeuvre (violent) du roman érotique », dit ceci de l'ouvrage : « C'est épatant. C'est pornographique, mais de haut niveau ! ».